# Rubens Barrichello
Rubens "Rubinho" Gonçalves Barrichello (phát âm tiếng Bồ Đào Nha: [ˈʁubẽjz ɡõ'sawviz baʁiˈkɛlʊ], sinh ngày 23 tháng 5 năm 1972) là một tay đua xe chuyên nghiệp người Brazil đã thi đấu ở Công thức 1 từ năm 1993 đến năm 2011. Trong suốt sự nghiệp Công thức 1, ông đã giành được 11 chiến thắng và 68 lần lên bục podium. Hiện giờ, ông đang tham gia giải đua Stock Car Pro Series Brasil.
Sau thời gian thi đấu cho các đội đua Jordan Grand Prix và Stewart, Barrichello đã đua cho Scuderia Ferrari từ năm 2000 đến năm 2005 với tư cách là đồng đội của huyền thoại Công thức 1 người Đức Michael Schumacher. Trong suốt thời gian ở Ferrari, thành tích tốt nhất của ông là vị trí á quân vào năm 2002 và 2004 và đồng thời ông cũng đã đóng góp 5 danh hiệu vô địch các đội đua cho Ferrari. Cuối năm 2005, Barrichello rời Ferrari để đua cho đội đua Honda F1. Năm 2009, ông đứng thứ 3 trong bảng xếp hạng các tay đua cho Brawn GP khi đồng đội của ông, Jenson Button, giành chức vô địch cho chính mình và cả của đội. Vào năm 2010, ông được bổ nhiệm làm chủ tịch Hiệp hội các tay đua Công thức 1. Sau hai năm gắn bó với đội Williams, Barrichello chuyển sang giải đua IndyCar vào năm 2012 với đội KV Racing Technology. Chỉ sau một năm và không thể tìm được chỗ đua nào cho mùa giải 2013, ông đã quay trở lại quê nhà Brazil để tham gia giải đua Stock Car Series và giành chức vô địch vào năm 2014 và 2022. Vào năm 2013, ông bắt đầu đưa tin về các chặng đua Công thức 1 vào cuối tuần trên kênh TV Globo của Brazil, phỏng vấn các tay đua và thành viên trong đội và bình luận về vòng phân hạng và cuộc đua.

## Đầu đời
Gia đình bên nội của ông có nguồn gốc từ thị trấn Riese, tỉnh Treviso, vùng Veneto, Ý. Gia đình bên ngoại của ông là người gốc Bồ Đào Nha. Cả cha và ông nội của ông đều tên là Rubens Barrichello và ông có cùng ngày sinh với cha mình: 23 tháng 5. Do đó, Rubens Barrichello được biết đến với cái tên Rubinho (tiếng Bồ Đào Nha có nghĩa là "rubens nhỏ"). Biệt danh này đã trở thành biệt danh của ông.

## Sự nghiệp

### Sự nghiệp tiền Công thức 1 (cho đến năm 1993)
Barrichello đã giành được năm danh hiệu đua xe kart ở Brazil trước khi đến châu Âu để tham gia giải đua Công thức Vauxhall Lotus vào năm 1990. Trong năm đầu tiên của mình, ông đã giành chức vô địch và đã tái lập thành tích vào năm sau ở Giải vô địch Công thức 3 của Anh, đánh bại David Coulthard. Ông đã gần như có thể tham gia Công thức 1 khi mới 19 tuổi. Thế nhưng, ông đã thi đấu ở Công thức 3000 vào năm 1992. Ông đứng thứ ba trong giải đua đó và tham gia Công thức 1 với đội Jordan Grand Prix cho mùa giải Công thức 1 năm 1993. Trong giai đoạn đầu của sự nghiệp Công thức 1 của mình, ông đã sống ở Cambridge, Cambridgeshire, Vương quốc Anh.

### Công thức 1 (1993-2011)

#### Jordan Grand Prix (1993-1996)
Barrichello bắt đầu sự nghiệp Công thức 1 của mình vào năm 1993 và ký hợp đồng với Jordan Grand Prix.

##### 1993: Mùa giải đầu tiên trong Công thức 1
Trong mùa giải Công thức 1 đầu tiên của mình, ông đã phải vật lộn với độ bền bỉ của chiếc xe của mình và không thể hoàn thành 9 trong số 16 chặng đua. Ngoài ra, chiếc xe Jordan 193 hầu như không cạnh tranh so với các chiếc xe mạnh nhất. Tuy nhiên, trong chặng đua thứ ba của mình, giải đua ô tô Công thức 1 Châu Âu ở trường đua Donington Park, Barrichello đã leo lên từ vị trí thứ 12 lên vị trí thứ 4 trong vòng đầu tiên trong thời tiết ẩm ướt. Trước khi bỏ cuộc vì sự cố kỹ thuật, ông đang chạy ở vị trí thứ 3 trước các đối thủ ở những chiếc xe cạnh tranh hơn nhiều. Ông đã suýt ghi điểm đầu tiên trong sự nghiệp của mình tại giải đua ô tô Công thức 1 Pháp nhưng bị tay đua của McLaren là Michael Andretti (con trai của nhà vô địch Công thức 1 người Mỹ năm 1978 Mario Andretti) vượt ở vòng đua cuối cùng và tụt xuống vị trí thứ 7. Barrichello có một số đồng đội trong mùa giải 1993, bao gồm cả những tay đua giàu kinh nghiệm Ivan Capelli và Thierry Boutsen. Tại chặng đua áp chót của mùa giải ở Nhật Bản, ông đã về đích thứ 5, hơn người đồng đội mới Eddie Irvine một bậc và nhờ đó ghi được điểm đầu tiên trong sự nghiệp Công thức 1 của mình. Ông đã kết thúc mùa giải đầu tiên của mình ở vị trí thứ 18 trong bảng xếp hạng các tay đua.

##### 1994: Mùa giải thành công đầu tiên trong sự nghiệp

Tai nạn kinh hoàng của Rubens Barrichello ở giải đua ô tô Công thức 1 San Marino 1994

Barrichello đã có một khởi đầu thuận lợi trong mùa giải năm 1994. Ở chặng đua mở màn mùa giải ở quê nhà Brazil, ông đã về đích ở vị trí thứ 4. Tại giải đua ô tô Công thức 1 Thái Bình Dương ở trường đua Tanaka International Circuit ngay sau đó, ông đã lần đầu tiên lên bục podium trong sự nghiệp khi về thứ 3. Tại chặng đua đầu tiên ở châu Âu, giải đua ô tô Công thức 1 San Marino, Barrichello đã gặp một tai nạn nghiêm trọng trong vòng phân hạng đầu tiên vào thứ sáu và ông đã không thể tham gia cuộc đua. Cũng trong chặng đua đó, Roland Ratzenberger đã qua đời sau một tai nạn ở vòng cua Villeneuve ở vòng phân hạng thứ hai và người đồng huơng Ayrton Senna sau đó gặp tai nạn chết người trong cuộc đua. Cuối mùa giải, ông đã trở thành tay đua trẻ nhất trong lịch sử Công thức 1 giành được vị trí pole đầu tiên tại giải đua ô tô Công thức 1 Bỉ ở trường đua Spa-Francorchamps. Vào cuối mùa giải, sau bốn lần về đích ở vị trí thứ 4, ông đứng thứ 6 trong bảng xếp hạng các tay đua và đánh bại được đồng đội Eddie Irvine.

##### 1995
Vào mùa giải năm 1995, chiếc xe của ông đã lại gặp vấn đề về độ bền bỉ. Điểm nổi bật trong mùa giải này của ông là giải đua ô tô Công thức 1 Canada nơi ông đã về đích ở vị trí thứ 2. Vào cuối mùa giải, ông đứng thứ 11 và hơn đồng đội Irvine một bậc trong bảng xếp hạng các tay đua.

##### 1996: Mùa giải cuối cùng với Jordan
Năm 1996, sau khi Irvine rời đội để đua cho Scuderia Ferrari, Barrichello đã có một đồng đội mới, tay đua giàu kinh nghiệm người Anh Martin Brundle. Ông đã hoàn thành một số cuộc đua ở vị trí tính điểm nhưng không thể đứng trên bục podium một lần nào cả. Vào cuối mùa giải, ông đứng thứ 8 chung cuộc trong bảng xếp hạng các tay đua. Ông đã không chỉ đánh bại người đồng đội hiện tại mà còn cả đồng nghiệp cũ Irvine trong suốt thời gian ở Jordan Grand Prix.

#### Stewart (1997-1999)

##### 1997: Mùa giải khó khăn đầu tiên với Stewart
Mùa giải đầu tiên của ông với Stewart thường xuyên có vấn đề về độ bền bỉ của chiếc xe đua. Do vậy, Barrichello chỉ có thể hoàn thành ba chặng đua. Điểm nổi bật của mùa giải này là khi Barrichello đã về đích ở vị trí thứ hai tại Monaco và kết quả đó giúp ông đứng thứ 13 trên bảng xếp hạng các tay đua. Đồng đội người Đan Mạch của ông, Jan Magnussen (bố của tay đua Công thức 1 người Đan Mạch Kevin Magnussen), đã không ghi được điểm nào. Cũng vào năm đó, Barrichello đã kết hôn với Silvana Giaffone vào ngày 24 tháng 2. Cô là em họ của tay đua giải IndyCar người Brazil Felipe Giaffone và là cháu gái của nhà vô địch Stock Car Brasil, Affonso Giaffone Filho và Zeca Giaffone.

##### 1998: Đánh bại các đồng đội mới

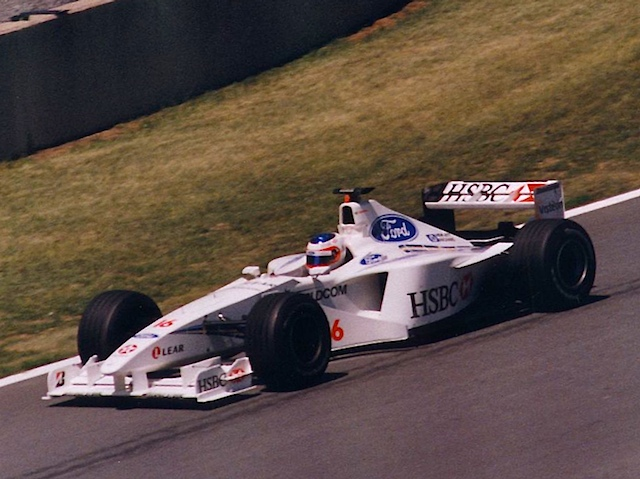
Rubens Barrichello ở giải đua ô tô Công thức 1 Canada 1999

Năm 1998 cũng không khá hơn đối với Stewart mặc dù hai lần về đích ở vị trí thứ năm là kết quả tốt nhất của đội. Bất chấp độ bền bỉ kém của chiếc xe đua của đội, Barrichello đã liên tục đánh bại đồng đội Magnussen dẫn đến Magnussen bị thay thế bởi tay đua người Hà Lan Jos Verstappen (bố của nhà vô địch Công thức 1 người Hà Lan Max Verstappen). Thế nhưng, Barrichello đã có thể đánh bại được ông này.

##### 1999: Mùa giải thành công đầu tiên với Stewart
Năm 1999 là một mùa giải tốt hơn nhiều đối với đội Stewart. Barrichello vượt qua vòng phân hạng ở vị trí thứ 3 tại cuộc đua quê hương của ông ở Brazil, đánh bại chiếc Ferrari của Michael Schumacher và dẫn đầu một số vòng cho đến khi động cơ của ông đã nổ gần vòng cua 'Subida dos Boxes'. Ông cũng đã giành được vị trí pole trong vòng phân hạng ẩm ướt ở Pháp và ba lần lấy bục vinh quang tại các chặng đua ở San Marino, Pháp và Châu Âu. Mặc dù đồng đội của ông, tay đua người Anh Johnny Herbert, giành được chiến thắng ở một cuộc đua trong mùa giải, ông đã đánh bại được đồng đội của mình. Vào năm sau, Barrichello đã lọt vào mắt của ông chủ Ferrari Jean Todt vì thành tích ấn tượng và ông đã được ký hợp đồng cho mùa giải 2000.

##### 2000: Giành chiến thắng đầu tiên trong sự nghiệp Công thức 1
Năm 2000, Barrichello đã chuyển sang đội Ferrari và đồng đội mới của ông là nhà vô địch Công thức 1 hai lần người Đức Michael Schumacher. Barrichello đã giành được chiến thắng đầu tiên trong sự nghiệp Công thức 1 của ông tại giải đua ô tô Công thức 1 Đức 2000 ở trường đua Hockenheim khi ông đã tiếp tục sử dụng lốp khô khi mặt đường vẫn còn ẩm ướt trong một phần của cuộc đua. Chiến lược đua đầy rủi ro này đã giúp ông vượt qua các tay đua của McLaren. Đây cũng đã là khoảng thời gian dài nhất mà bất kỳ tay đua nào trong lịch sử Công thức 1 đã chờ đợi để giành được chiến thắng đầu tiên vào thời điểm đó. Barrichello đã có một mùa giải đầu tiên rất mạnh mẽ và ổn định cho Ferrari. Ông đã hoàn thành hầu hết các cuộc đua trên bục podium nhưng bị đồng đội Michael Schumacher, Mika Häkkinen và David Coulthard đánh bại. Barrichello đã kết thúc mùa giải ở vị trí thứ 4 sau khi hỗ trợ Schumacher khi ông đã đọ sức và đánh bại Häkkinen để giành chức vô địch tay đua và đồng thời giúp Ferrari giành chức vô địch đội đua.

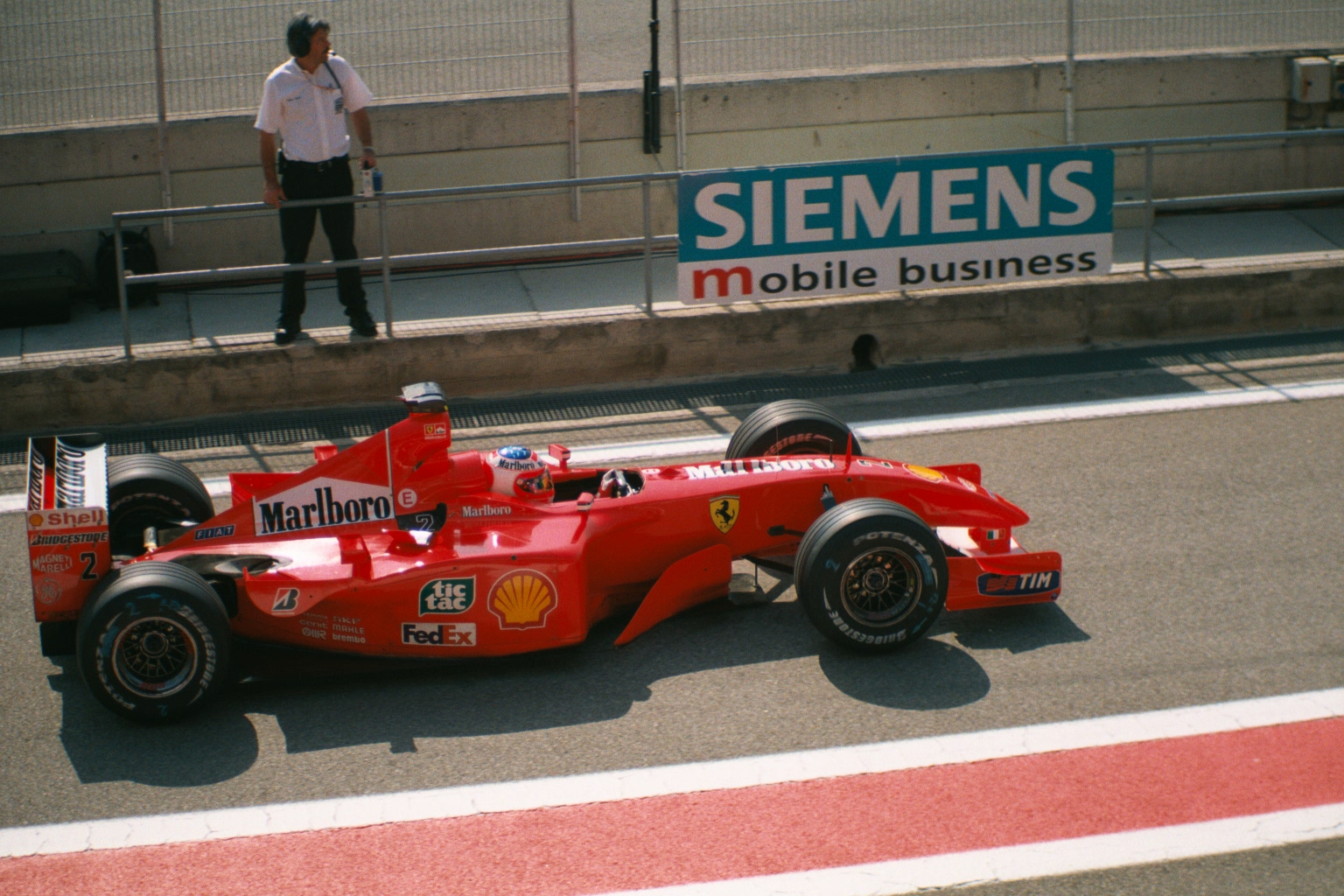
Rubens Barrichello ở giải đua xe Công thức 1 năm 2001

##### 2001: Nối tiếp phong độ mạnh mẽ
Barrichello đã kết thúc mùa giải 2001 ở vị trí thứ ba, lên bục podium 10 lần và ghi được tổng cộng 56 điểm. Ông đã suýt giành được chiến thắng ở Monza thế nhưng đội pitcrew của Ferrari đã thể hiện việc đổi lốp rất tệ. Ông đã kết thúc mùa giải mà không có chiến thắng nào, và một lần nữa ông đã tiếp tục hỗ trợ đồng đội Schumacher để ông ta có thể giành chức vô địch tay đua thứ hai với Ferrari và giúp đội giành chức vô địch đội đua năm thứ ba liên tiếp.

##### 2002: Tranh cãi ở giải đua ô tô Công thức 1 Áo
Thành công của Barrichello tại Ferrari tiếp tục vào năm 2002 khi ông giành được bốn chiến thắng cho đội và cán đích ở vị trí á quân ở bảng xếp hạng các tay đua và ghi được 77 điểm. Đó là thành tích tốt nhất trong sự nghiệp Công thức 1 của ông. Tuy nhiên, năm đó được biết đến về tranh cãi về lệnh của đội Ferrari ở giải đua ô tô Công thức 1 Áo yêu cầu Barrichello cho phép đồng đội Schumacher đang xếp sau vượt qua mình ở đường thẳng để giành chiến thắng. Schumacher trao đổi vị trí trên bục nhận giải với Barrichello tại lễ trao giải và trao cúp chiến thắng cho Barrichello. Các tài xế đã bị phạt vì vi phạm giao thức trên bục và lệnh đội trắng trợn của Ferrari đã dẫn đến lệnh cấm đội của Liên đoàn Ô tô Quốc tế bắt đầu từ năm 2003.

##### 2003-2005: Tiếp tục phong độ mạnh mẽ trước khi rời Ferrari
Barrichello kết thúc mùa giải 2003 ở vị trí thứ tư với 65 điểm trong bảng xếp hạng các tay đua. Trong mùa giải này, ông đã giành chiến thắng ở các chặng đua ở Silverstone và Suzuka và đồng thời đóng vai trò quan trọng trong việc giúp Schumacher và Ferrari giành chức vô địch Công thức 1. Trong mùa giải 2004, Barrichello đã giành chiến thắng ở cả giải đua ô tô Công thức 1 Ý 2004 và giải đua ô tô Công thức 1 Trung Quốc 2004 để giành vị trí á quân sau Schumacher trong chức vô địch với 114 điểm và 14 lần lên bục podium.
Vào mùa giải 2005, Ferrari đã mất đi tốc độ của những năm trước do thay đổi quy định về hãng lốp xe. Ferrari đã sử dụng lốp Bridgestone, loại lốp kém hiệu quả hơn so với lốp Michelin của các đối thủ cạnh tranh khác. Kết quả tốt nhất của Barrichello trong mùa giải này là hai lần vị trí thứ hai tại Melbourne và sau đó là tại giải đua ô tô Công thức 1 Hoa Kỳ tại trường đua Indianapolis khi tất cả những chiếc xe dùng lốp Michelin đều rút lui sau vòng đội hình. Ông kết thúc mùa giải ở vị trí thứ 8 trong bảng xếp hạng các tay đua với 38 điểm và đó là mùa giải tồi tệ nhất của ông với Ferrari.
Vào đầu năm 2005, Honda F1 đã tiếp cận Barrichello để đua cho đội đó sau khi cảm thấy không hài lòng với cách đối xử của Ferrari dành cho ông và ông đã quyết định yêu cầu đội chấm dứt hợp đồng với Ferrari vào năm 2005. Do đó, ông đã được thay thế bởi người đồng huơng Felipe Massa cho mùa giải 2006.

#### Honda F1 (2006-2008)

##### 2006: Mùa giải đầu tiên với Honda F1
Sau sáu năm ở Ferrari, Barrichello chuyển sang đội Honda, đội kế vị của đội BAR trước mùa giải, vào năm 2006, mặc dù hợp đồng với Ferrari vẫn còn hiệu lực. Đồng đội của ông là tay đua Công thức 1 người Anh Jenson Button. Tại giải đua ô tô Công thức 1 Monaco, ông đã bỏ lỡ cơ hội lên bục podium khi về thứ tư sau một án phạt. Ông đã không thể lên bục podium trong mùa giải này và các vị trí thứ tư là kết quả tốt nhất của ông. Điều đó giúp ông đứng ở ở vị trí thứ bảy chung cuộc với số điểm. Tuy nhiên, ông đã không thể theo kịp thành tích của đồng đội, người đã giành được vị trí pole và giành chiến thắng ở một chặng đua trong mùa giải này.

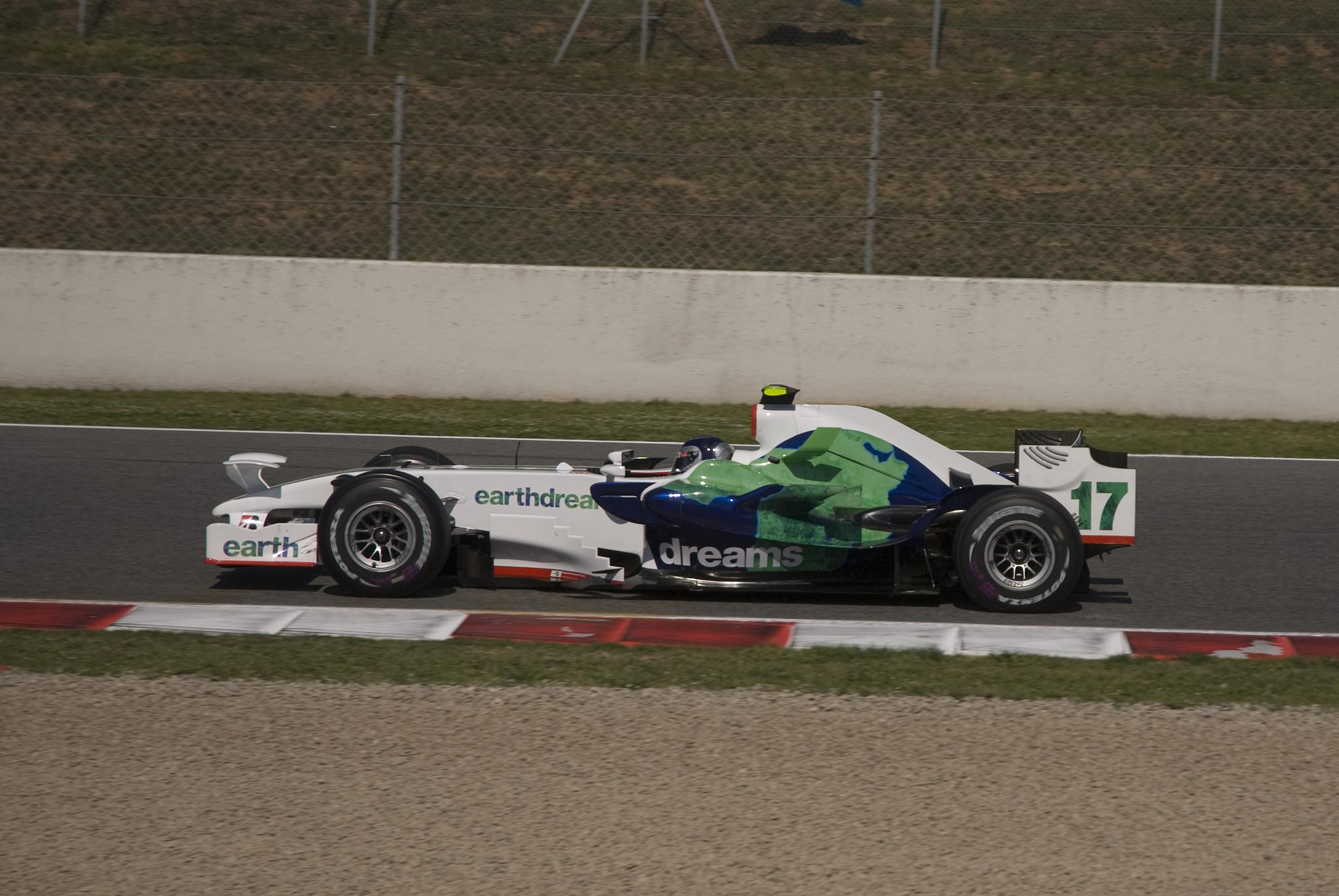
Rubens Barrichello ở giải đua ô tô Công thức 1 Tây Ban Nha 2008

##### 2007: Mùa giải yếu kém với Honda
Năm 2007, hy vọng đuổi kịp các đội dẫn đầu của Honda đã không thành. Vào đầu mùa giải, đội thậm chí còn bị đánh bại bởi đội khách hàng của Honda, Super Aguri. Barrichello chỉ bỏ cuộc ở hai chặng đua và vị trí thứ chín là kết quả tốt nhất của ông trong mùa giải này. Đây là mùa giải đầu tiên trong sự nghiệp Công thức 1 mà ông không ghi được điểm nào trong một mùa giải. Sau khi mùa giải kết thúc, ông đứng thứ 20 trong bảng xếp hạng các tay đua.

##### 2008
Bất chấp phong độ tầm thường của ông, Honda đã ký hợp đồng với ông vào năm 2008. Tuy nhiên, một lần nữa, Honda lại không có sức cạnh tranh để thường xuyên cán đích ở vị trí tính điểm. Trái ngược với năm ngoái, Barrichello chứ không phải Button là người đã tận dụng tốt nhất tại ba chặng đua kịch tính và về đích ở vị trí tính điểm. Trong mùa giải này, Barrichello đã lập kỷ lục về số chặng đua xuất phát ở giải đua ô tô Công thức 1 Canada và vượt Riccardo Patrese trở thành tay đua có nhiều lần xuất phát nhất. Mặt khác, ông đã lên bục podium cho Honda ở vị trí thứ ba trong cuộc đua hỗn loạn và ẩm ướt ở giải đua ô tô Công thức 1 Anh. Barrichello đứng thứ 14 trên bảng xếp hạng các tay đua trước Button. Sau khi kết thúc mùa giải, Honda đã bất ngờ tuyên bố rút đội đua của mình khỏi Công thức 1. Do vậy, cả Button và Barrichello ban đầu không có hợp đồng cho năm 2009.

#### Williams (2010-2011)

##### 2010: Mùa giải đầu tiên với Williams

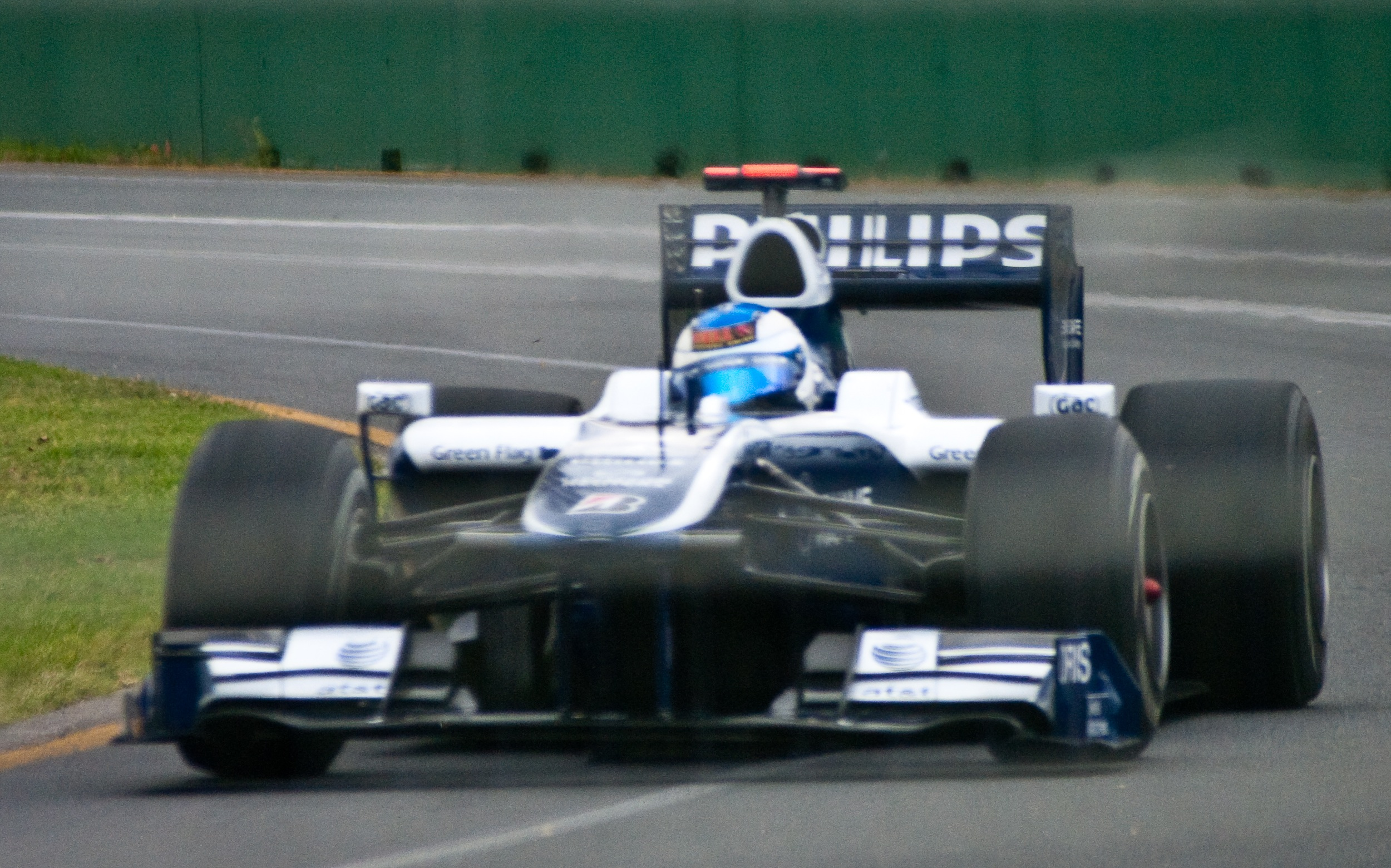
Rubens Barrichello tại giải đua ô tô Công thức 1 Úc 2010

Vào mùa giải 2010, Barrichello quyết định chuyển sang đội Williams. Đồng đội mới của ông là tay đua tân binh người Đức Nico Hülkenberg. Tại giải đua ô tô Công thức 1 Hungary, ông đã gây chú ý vì một pha vượt đầy mạo hiểm trước Michael Schumacher. Ở vị trí thứ mười một, ông đã đọ sức với đồng đội cũ của mình, người đã trở lại Công thức 1 sau ba năm nghỉ thi đấu và đang đua xe cho đội kế nhiệm của Brawn, Mercedes Grand Prix. Trong khi Schumacher định vượt ông sau khi qua đường xuất phát, Schumacher đã ép ông về phía làn pit và điều đó đã suýt xảy ra va chạm. Ông đã đạt được kết quả tốt nhất của mình trong mùa giải này ở giải đua ô tô Công thức 1 Châu Âu với vị trí thứ tư. Tại giải đua ô tô Công thức 1 Bỉ 2010, ông đã xuất phát lần thứ 300 ở Công thức 1. Tại chặng đua ở quê nhà Brasil, ông lại gặp điều không may mắn vì bị thủng lốp trong cuộc đua và sau đó là sự cố với đai ốc bánh xe. Vì những vấn đề đó, ông đã về đích ở vị trí thứ 14 sau cuộc đua. Ngược lại, đồng đội Hülkenberg thu hút sự chú ý của anh ta vì giành vị trí pole. Sau khi mùa giải kết thúc, ông đứng thứ 10 trong bảng xếp hạng các tay đua với 47 điểm.

##### 2011: Mùa giải cuối cùng trong sự nghiệp Công thức 1 với Williams
Năm 2011, Barrichello ở lại Williams và đây là mùa giải Công thức 1 thứ 19 của ông. Đồng đội mới của ông là tay đua tân binh người Venezuela Pastor Maldonado, người đã thay thế Nico Hülkenberg. Mặc dù chiếc xe Williams FW33 mới của đội gây chấn động trong các buổi thử nghiệm tiền mùa giải với một bộ động cơ nổi bật, đội đã không ghi được điểm nào trong các chặng đua đầu tiên và điều đó đã làm ông khá thất vọng. Tại giải đua ô tô Công thức 1 Monaco, ông đã ghi điểm đầu tiên trong mùa giải khi về đích ở vị trí thứ 9. Sau mùa giải, ông đứng thứ 17 trên bảng xếp hạng các tay đua với 4 điểm. Từ lâu, ông đã tìm cách tiếp tục ở lại Williams để có thể tham gia mùa giải Công thức 1 lần thứ 20 trong sự nghiệp của mình. Thế nhưng, người đồng huơng Bruno Senna (cháu trai của nhà vô địch Công thức 1 Ayrton Senna) đã thay thế ông tại Williams.

## Thống kê thành tích
| Mùa giải | Giải đua                          | Đội đua                              | Số chặng | Số chiến thắng | Poles | Vòng đua nhanh nhất | Podiums | Tổng điểm | Vị trí trong BXH |
| -------- | --------------------------------- | ------------------------------------ | -------- | -------------- | ----- | ------------------- | ------- | --------- | ---------------- |
| 1989     | Brazilian Formula Ford 1600       | Arisco                               |          | 1              |       |                     |         |           | 3                |
| 1990     | Formula Opel Lotus Euroseries     | Draco Racing                         | 11       | 6              | 7     | 7                   | 8       | 157       | 1                |
| 1990     | Formula Vauxhall Lotus            | Draco Racing                         | 4        | 0              | 1     | 0                   | 2       | 34        | 11               |
| 1990     | Formula Three Sudamericana        | Guido Forti Dallara                  | 3        | 1              | 1     |                     | 1       | 12        | 8                |
| 1990     | Formula Opel Lotus Nations Cup    | Brazil                               | 1        | 1              | 1     | 1                   | 1       |           | 2                |
| 1991     | British Formula 3 Championship    | West Surrey Racing                   | 16       | 4              | 9     | 7                   | 8       | 74        | 1                |
| 1991     | Macau Grand Prix                  | West Surrey Racing                   | 1        | 0              | 0     | 0                   | 0       |           | 5                |
| 1991     | Masters of Formula 3              | West Surrey Racing                   | 1        | 0              | 1     | 1                   | 0       |           | 6                |
| 1991     | F3 Fuji Cup                       | West Surrey Racing                   | 1        | 0              | 0     | 0                   | 0       |           | KXH              |
| 1992     | International Formula 3000        | Il Barone Rampante                   | 10       | 0              | 0     | 2                   | 4       | 27        | 3                |
| 1992     | Macau Grand Prix                  | Edenbridge/Theodore Racing           | 1        | 0              | 0     | 0                   | 0       |           | 7                |
| 1993     | Công thức 1                       | Sasol Jordan                         | 16       | 0              | 0     | 0                   | 0       | 2         | 18               |
| 1993     | Formula One Indoor Trophy         | Sasol Jordan                         | 3        | 3              | 3     | 3                   | 3       | 12        | 1                |
| 1994     | Công thức 1                       | Sasol Jordan Hart                    | 16       | 0              | 1     | 0                   | 1       | 19        | 6                |
| 1995     | Công thức 1                       | Total Jordan Peugeot                 | 17       | 0              | 0     | 0                   | 1       | 11        | 11               |
| 1996     | Công thức 1                       | Benson & Hedges Total Jordan Peugeot | 16       | 0              | 0     | 0                   | 0       | 14        | 8                |
| 1997     | Công thức 1                       | HSBC Malaysia Stewart Ford           | 17       | 0              | 0     | 0                   | 1       | 6         | 13               |
| 1998     | Công thức 1                       | HSBC Stewart Ford                    | 16       | 0              | 0     | 0                   | 0       | 4         | 12               |
| 1999     | Công thức 1                       | HSBC Stewart Ford                    | 16       | 0              | 1     | 0                   | 3       | 21        | 7                |
| 2000     | Công thức 1                       | Scuderia Ferrari Marlboro            | 17       | 1              | 1     | 3                   | 9       | 62        | 4                |
| 2001     | Công thức 1                       | Scuderia Ferrari Marlboro            | 17       | 0              | 0     | 0                   | 10      | 56        | 3                |
| 2002     | Công thức 1                       | Scuderia Ferrari Marlboro            | 17       | 4              | 3     | 5                   | 10      | 77        | 2                |
| 2003     | Công thức 1                       | Scuderia Ferrari Marlboro            | 16       | 2              | 3     | 3                   | 8       | 65        | 4                |
| 2004     | Công thức 1                       | Scuderia Ferrari Marlboro            | 18       | 2              | 4     | 4                   | 14      | 114       | 2                |
| 2005     | Công thức 1                       | Scuderia Ferrari Marlboro            | 19       | 0              | 0     | 0                   | 4       | 38        | 8                |
| 2006     | Công thức 1                       | Lucky Strike Honda Racing F1 Team    | 18       | 0              | 0     | 0                   | 0       | 30        | 7                |
| 2007     | Công thức 1                       | Honda Racing F1 Team                 | 17       | 0              | 0     | 0                   | 0       | 0         | 20               |
| 2008     | Công thức 1                       | Honda Racing F1 Team                 | 18       | 0              | 0     | 0                   | 1       | 11        | 14               |
| 2009     | Công thức 1                       | Brawn GP F1 Team                     | 17       | 2              | 1     | 2                   | 6       | 77        | 3                |
| 2010     | Công thức 1                       | Đội đua Williams                     | 19       | 0              | 0     | 0                   | 0       | 47        | 10               |
| 2011     | Công thức 1                       | Đội đua Williams                     | 19       | 0              | 0     | 0                   | 0       | 4         | 17               |
| 2012     | IndyCar                           | KV Racing Technology                 | 15       | 0              | 0     | 0                   | 0       | 289       | 12               |
| 2012     | Stock Car Brasil                  | Medley Full Time                     | 3        | 0              | 0     | 0                   | 0       | 0†        | KXH†             |
| 2013     | Stock Car Brasil                  | Full Time Sports                     | 12       | 0              | 1     | 1                   | 1       | 120       | 8                |
| 2014     | Stock Car Brasil                  | Full Time Sports                     | 21       | 2              | 2     | 2                   | 6       | 234       | 1                |
| 2015     | Stock Car Brasil                  | Full Time Sports                     | 21       | 0              | 0     | 3                   | 3       | 188       | 4                |
| 2015     | United SportsCar Championship     | Starworks Motorsport                 | 1        | 0              | 0     | 0                   | 0       | 23        | 30               |
| 2016     | Stock Car Brasil                  | Full Time Sports                     | 21       | 3              | 3     | 0                   | 9       | 295       | 2nd              |
| 2016     | IMSA SportsCar Championship       | Wayne Taylor Racing                  | 2        | 0              | 0     | 0                   | 1       | 53        | 23               |
| 2017     | Stock Car Brasil                  | Full Time Sports                     | 22       | 2              | 1     | 2                   | 4       | 251       | 5                |
| 2017     | 24 Hours of Le Mans – LMP2        | Racing Team Nederland                | 1        | 0              | 0     | 0                   | 0       |           | 1                |
| 2018     | Stock Car Brasil                  | Full Time Sports                     | 21       | 2              | 2     | 1                   | 5       | 242       | 4                |
| 2018     | Blancpain GT Series Endurance Cup | Strakka Racing                       | 1        | 0              | 0     | 0                   | 0       | 0         | KXH              |
| 2019     | Stock Car Brasil                  | Full Time Sports                     | 21       | 4              | 0     | 0                   | 6       | 310       | 5                |
| 2019     | IMSA SportsCar Championship       | JDC-Miller Motorsports               | 1        | 0              | 0     | 0                   | 0       | 26        | 32               |
| 2019     | Australian S5000 Exhibition       | Team BRM                             | 3        | 0              | 0     | 0                   | 1       |           |                  |
| 2020     | Stock Car Brasil                  | Full Time Sports                     | 18       | 1              | 0     | 0                   | 3       | 234       | 6                |
| 2020     | Súper TC 2000                     | Toyota Gazoo Racing YPF Infinia      | 19       | 2              | 1     | 2                   | 2       | 64        | 7                |
| 2020     | Top Race V6                       | Toyota Gazoo Racing YPF Infinia      | 5        | 1              | 1     | 0                   | 2       | 83        | 4                |
| 2021     | Stock Car Brasil                  | Full Time Sports                     | 23       | 2              | 2     | 1                   | 5       | 282       | 6                |
| 2021     | Porsche All-Star Race Brasil      | N/A                                  | 1        | 0              | 0     | 0                   | 1       |           | 3                |
| 2022     | Stock Car Brasil                  | Full Time Sports                     | 16       | 3              | 1     | 1                   | 6       | 239       | 3*               |
| 2022     | Italian GT Championship - GT3     | Scuderia Baldini 27                  | 1        | 1              | 1     | 0                   | 1       |           |                  |

Chú thích:
† Vì Barrichello là tay đua mời cho nên ông không được phép ghi điểm.
* Mùa giải đang diễn ra.